# La Colle-sur-Loup
La Colle-sur-Loup – miejscowość i gmina we Francji, w regionie Prowansja-Alpy-Lazurowe Wybrzeże, w departamencie Alpy Nadmorskie.
Według danych na rok 1990 gminę zamieszkiwało 6025 osób, a gęstość zaludnienia wynosiła 614 osób/km² (wśród 963 gmin regionu Prowansja-Alpy-W. Lazurowe La Colle-sur-Loup plasuje się na 113. miejscu pod względem liczby ludności, natomiast pod względem powierzchni na miejscu 701.).